# One (opera)
One is een kameropera geschreven door de Nederlandse componist Michel van der Aa.  Het stuk is geschreven voor een sopraan, in het bijzonder Barbara Hannigan. Het werk ging op 12 januari 2003 in première in Theater Frascati te Amsterdam. Het is een van de succesvollere werken van Van der Aa en zijn karakteristieken zijn duidelijk te herkennen in dit werk. Het stuk duurt 60 minuten, maar er is ook een tv-registratie voor de NPS die ca. 45 minuten duurt. Van der Aa maakte deze registratie zelf en hield verder ook alles in de hand. Hij maakte de muziek, de tekst, regisseerde en monteerde de video, en regisseerde de handelingen op het toneel. Voor dit werk zijn een tafel, stoel, twee projectieschermen, geluidsband, knijpkat en takken nodig.

## Plot
In One doen vier oudere vrouwen op videobeelden verslag van een zeer ingrijpende identieke gebeurtenis in hun leven. De hoofdpersoon in het stuk – een jonge vrouw – blijkt in alle gevallen een sleutelrol gespeeld te hebben in deze gebeurtenissen. Gedurende het stuk wordt het steeds duidelijker wat de relatie van de hoofdpersoon tot de oudere vrouwen is. Een echt antwoord wordt niet gegeven, meer nog worden er vragen gesteld. Dit is een van de algemene karakteristieken van Van der Aa’s werk. In One wordt een indringend portret gecreëerd van een vrouw die zichzelf volledig is kwijtgeraakt.

## Analyse
One begint in het donker waarna de sopraan reciterend op een toon de tekst “Could I define this space?” voordraagt onderwijl haar gezicht belichtend door middel van een knijpkat. De tekst is typerend voor de onmacht die de hoofdpersoon voelt. Het reciteren zou opgevat kunnen worden als een muzikaal stijlmiddel om de onbestemdheid van de hoofdpersoon uit te drukken. Tevens is het een verwijzing naar de titel, One, omdat er op één toonhoogte gezongen wordt.
Het geluid van de knijpkat doet machinaal aan en contrasteert met de menselijke stem. In dit werk speelt het contrast tussen machine en mens een grote rol. De sopraan op het podium wordt afgewisseld met opnames van de sopraan op de twee projectieschermen, haar alter ego’s, een ander terugkerend gegeven in het werk van Van der Aa. De sopraan heeft hiervoor 25 partijen op band ingezongen.
Tijd en ruimte zijn totaal vermengd met de live gebeurtenissen en het elektronische materiaal. De scène waarbij zowel de live als de opgenomen sopraan achter een tafel zit, is hier een voorbeeld van. De opgenomen sopraan zingt, terwijl de live sopraan stilzit achter een tafel. Halverwege een woord stopt de opgenomen sopraan met zingen en blijft in een houding zitten. De live sopraan gaat vanuit dezelfde positie verder en maakt het woord af waarna ze verder zingt.
Het geluid van brekende takjes speelt in dit werk – net als in veel andere werken van Van der Aa – een belangrijke rol. Op het hoogtepunt van de opera herhaalt zich op het videoscherm het breken van een takje. Het repetitieve karakter versterkt het gevoel van dwangmatig handelen en onmacht van de hoofdpersoon. De grote intervallen, complexe ritmes, en het contrast tussen mens en machine, maken dit werk technisch zeer moeilijk voor de sopraan. Tevens geven zij uitdrukking aan de onmacht van de hoofdpersoon en de vervreemding van zichzelf.

## Uitvoerbaarheid en interpretatie
Bij het schrijven van de opera heeft Van der Aa altijd al de sopraan Barbara Hannigan in gedachte gehad in de rol van de hoofdpersoon. De muziek is  op haar stem afgestemd en zij is ook op het videomateriaal te zien. Dit versterkt het idee van de titel, One. Het werk kan hierdoor lastig door een andere sopraan uitgevoerd worden. Het is dan ook zeer onwaarschijnlijk dat dit werk ooit nog door iemand anders dan Barbara Hannigan vertolkt zal worden. Dit roept ook vragen op over de auteur. Is het een werk ‘van’ Michel van der Aa of is het een werk ‘van’ Barbara Hannigan?  Eens te meer roept de componist meer vragen op dan dat hij antwoorden geeft.